# Rugby 7 na Igrzyskach Boliwaryjskich 2022
Turniej rugby 7 na Igrzyskach Boliwaryjskich 2022 odbył się w dniach 27–29 czerwca 2022 roku w kolumbijskim mieście Agustín Codazzi położonym w pobliżu gospodarza igrzysk, Valledupar.

## Informacje ogólne
Rugby siedmioosobowe w programie tych zawodów pojawiło się po raz trzeci. Pierwotne plany zakładały przeprowadzenie turnieju męskiego w pięcio-, a żeńskiego w czterozespołowej obsadzie, jednak ostatecznie z każdego z nich zrezygnowało po jednej reprezentacji. Zespoły mogły się składać z maksymalnie dwunastu zawodników, a rywalizowały one w pierwszej fazie systemem kołowym o rozstawienie przed fazą pucharową. Areną zmagań był Complejo Deportivo Villa Olímpica w Agustín Codazzi położonym sześćdziesiąt kilometrów od gospodarza igrzysk, Valledupar.
W zawodach zwyciężyli Chilijczycy i Paragwajki, w obu finałach pokonując gospodarzy, brąz zaś zdobyły reprezentacje Wenezueli.

## Podsumowanie

### Klasyfikacja medalowa
| Klasyfikacja medalowa | Klasyfikacja medalowa | Klasyfikacja medalowa | Klasyfikacja medalowa | Klasyfikacja medalowa | Klasyfikacja medalowa |
| Miejsce               | Reprezentacja         | Złoto                 | Srebro                | Brąz                  | Razem                 |
| --------------------- | --------------------- | --------------------- | --------------------- | --------------------- | --------------------- |
| 1                     | Paragwaj              | 1                     | 0                     | 0                     | 1                     |
| =                     | Chile                 | 1                     | 0                     | 0                     | 1                     |
| 3                     | Kolumbia              | 0                     | 2                     | 0                     | 2                     |
| 4                     | Wenezuela             | 0                     | 0                     | 2                     | 2                     |
| Razem                 | Razem                 | 2                     | 2                     | 2                     | 6                     |

### Medaliści
| Konkurencja | 1. miejsce | 2. miejsce | 3. miejsce |
| ----------- | ---------- | ---------- | ---------- |
| Mężczyźni   | Chile      | Kolumbia   | Wenezuela  |
| Kobiety     | Paragwaj   | Kolumbia   | Wenezuela  |

## Turniej mężczyzn

### Faza grupowa
| 27 czerwca 202210:22 | Chile | 38:7 | Dominikana | Complejo Deportivo Villa Olímpica, Agustín Codazzi |
| 27 czerwca 202210:22 |       | 38:7 |            | Complejo Deportivo Villa Olímpica, Agustín Codazzi |

| 27 czerwca 202210:44 | Kolumbia | 29:0 | Wenezuela | Complejo Deportivo Villa Olímpica, Agustín Codazzi |
| 27 czerwca 202210:44 |          | 29:0 |           | Complejo Deportivo Villa Olímpica, Agustín Codazzi |

| 27 czerwca 202212:58 | Wenezuela | 27:5 | Dominikana | Complejo Deportivo Villa Olímpica, Agustín Codazzi |
| 27 czerwca 202212:58 |           | 27:5 |            | Complejo Deportivo Villa Olímpica, Agustín Codazzi |

| 27 czerwca 202213:42 | Kolumbia | 0:17 | Chile | Complejo Deportivo Villa Olímpica, Agustín Codazzi |
| 27 czerwca 202213:42 |          | 0:17 |       | Complejo Deportivo Villa Olímpica, Agustín Codazzi |

| 28 czerwca 202211:23 | Chile | 27:5 | Wenezuela | Complejo Deportivo Villa Olímpica, Agustín Codazzi |
| 28 czerwca 202211:23 |       | 27:5 |           | Complejo Deportivo Villa Olímpica, Agustín Codazzi |

| 28 czerwca 202211:45 | Dominikana | 0:59 | Kolumbia | Complejo Deportivo Villa Olímpica, Agustín Codazzi |
| 28 czerwca 202211:45 |            | 0:59 |          | Complejo Deportivo Villa Olímpica, Agustín Codazzi |

### Faza pucharowa
|  |                 |            |           |                   |    |       |       |       |
|  | Półfinały       | Półfinały  | Półfinały |                   |    | Finał | Finał | Finał |
|  | Półfinały       | Półfinały  | Półfinały |                   |    | Finał | Finał | Finał |
|  | 29 czerwca 2022 |            |           |                   |    |       |       |       |
|  |                 |            |           |                   |    |       |       |       |
|  | Chile           | Chile      | 31        |                   |    |       |       |       |
|  | Chile           | Chile      | 31        | 29 czerwca 2022   |    |       |       |       |
|  | Dominikana      | Dominikana | 0         |                   |    |       |       |       |
|  | Dominikana      | Dominikana | 0         |                   |    | Chile | Chile | 22    |
|  | 29 czerwca 2022 |            |           |                   |    | Chile | Chile | 22    |
|  |                 |            | Kolumbia  | Kolumbia          | 17 |       |       |       |
|  | Wenezuela       | Wenezuela  | Kolumbia  | Kolumbia          | 17 | 5     |       |       |
|  | Wenezuela       | Wenezuela  |           |                   |    |       |       |       |
|  | Kolumbia        | Kolumbia   | 17        |                   |    |       |       |       |
|  | Kolumbia        | Kolumbia   | 17        | Mecz o 3. miejsce |    |       |       |       |
|  |                 |            |           |                   |    |       |       |       |
|  | 29 czerwca 2022 |            |           |                   |    |       |       |       |
|  |                 |            |           |                   |    |       |       |       |
|  | Dominikana      | Dominikana | 19        |                   |    |       |       |       |
|  | Dominikana      | Dominikana | 19        |                   |    |       |       |       |
|  | Wenezuela       | Wenezuela  | 27        |                   |    |       |       |       |
|  | Wenezuela       | Wenezuela  | 27        |                   |    |       |       |       |

| 29 czerwca 202210:00 | Chile | 31:0 | Dominikana | Complejo Deportivo Villa Olímpica, Agustín Codazzi |
| 29 czerwca 202210:00 |       | 31:0 |            | Complejo Deportivo Villa Olímpica, Agustín Codazzi |

| 29 czerwca 202210:22 | Wenezuela | 5:17 | Kolumbia | Complejo Deportivo Villa Olímpica, Agustín Codazzi |
| 29 czerwca 202210:22 |           | 5:17 |          | Complejo Deportivo Villa Olímpica, Agustín Codazzi |

| 29 czerwca 202212:58 | Chile | 22:17 | Kolumbia | Complejo Deportivo Villa Olímpica, Agustín Codazzi |
| 29 czerwca 202212:58 |       | 22:17 |          | Complejo Deportivo Villa Olímpica, Agustín Codazzi |

| 29 czerwca 202212:36 | Dominikana | 19:27 | Wenezuela | Complejo Deportivo Villa Olímpica, Agustín Codazzi |
| 29 czerwca 202212:36 |            | 19:27 |           | Complejo Deportivo Villa Olímpica, Agustín Codazzi |

### Klasyfikacja końcowa
| Miejsce | Reprezentacja | Składy |
| ------- | ------------- | ------ |
| 1       | Chile         |        |
| 2       | Kolumbia      |        |
| 3       | Wenezuela     |        |
| 4       | Dominikana    |        |

## Turniej kobiet

### Faza grupowa
| 27 czerwca 202210:00 | Paragwaj | 24:0 | Wenezuela | Complejo Deportivo Villa Olímpica, Agustín Codazzi |
| 27 czerwca 202210:00 |          | 24:0 |           | Complejo Deportivo Villa Olímpica, Agustín Codazzi |

| 27 czerwca 202212:30 | Kolumbia | 17:5 | Wenezuela | Complejo Deportivo Villa Olímpica, Agustín Codazzi |
| 27 czerwca 202212:30 |          | 17:5 |           | Complejo Deportivo Villa Olímpica, Agustín Codazzi |

| 27 czerwca 202214:45 | Paragwaj | 7:29 | Kolumbia | Complejo Deportivo Villa Olímpica, Agustín Codazzi |
| 27 czerwca 202214:45 |          | 7:29 |          | Complejo Deportivo Villa Olímpica, Agustín Codazzi |

| 28 czerwca 202210:00 | Wenezuela | 0:19 | Kolumbia | Complejo Deportivo Villa Olímpica, Agustín Codazzi |
| 28 czerwca 202210:00 |           | 0:19 |          | Complejo Deportivo Villa Olímpica, Agustín Codazzi |

| 28 czerwca 202212:07 | Paragwaj | 17:10 | Wenezuela | Complejo Deportivo Villa Olímpica, Agustín Codazzi |
| 28 czerwca 202212:07 |          | 17:10 |           | Complejo Deportivo Villa Olímpica, Agustín Codazzi |

| 28 czerwca 202214:14 | Kolumbia | 24:0 | Paragwaj | Complejo Deportivo Villa Olímpica, Agustín Codazzi |
| 28 czerwca 202214:14 |          | 24:0 |          | Complejo Deportivo Villa Olímpica, Agustín Codazzi |

### Faza pucharowa
| 29 czerwca 202212:14 | Kolumbia | 12:17 | Paragwaj | Complejo Deportivo Villa Olímpica, Agustín Codazzi |
| 29 czerwca 202212:14 |          | 12:17 |          | Complejo Deportivo Villa Olímpica, Agustín Codazzi |

### Klasyfikacja końcowa
| Miejsce | Reprezentacja | Składy |
| ------- | ------------- | ------ |
| 1       | Paragwaj      |        |
| 2       | Kolumbia      |        |
| 3       | Wenezuela     |        |